# Alessandro Mortara
Alessandro Mortara (Casalmaggiore, ... – Firenze, 1855) è stato un letterato italiano.
Raccolse una grande collezione di testi in italiano, che vendette in seguito alla Biblioteca Bodleiana di Oxford. Nel 1864 fu pubblicato postumo il suo Catalogo dei manoscritti italiano sotto la  denominazione dei codici canoniciani  italici della Biblioteca Bodleiana a Oxford.